# Общество 5.0
Общество 5.0 (англ. Society 5.0, или Super Smart Society) — социально-экономическая и культурная стратегия развития общества, основанная на использовании цифровых технологий во всех сферах жизни.
Идея такого общества — часть национальной японской стратегии развития человеческого капитала. Стратегия «Общество 5.0» — новый подход к прогнозированию возможного технологического развития Японии в ближайшем будущем. Первый анализ японских прогнозов инновационного развития (до 2000 года) был опубликован в 1971-м, а текущий 10-й прогноз, горизонт прогнозирования которого расширен до 2050 года, представлен в марте 2015 года.
Создание концепции «Общество 45.0» стало ответом Японии на стратегии других стран в продвижении их инициатив по собственному видению долгосрочного развития, сохранения или завоевания лидирующих позиций в мировой экономике. Например, стратегия Германии High-Tech Strategy 2025, суть которой в использовании новейших технологий, включая IoT в обрабатывающей промышленности; или стратегия США Industrial Internet, предполагающая создание комплексного решения, объединяющего информационные процессы с производственными.

## Суть стратегии
Стратегия «Общество 5.0» была принята правительством Японии в 2016 году при активном участии японской федерации крупного бизнеса Keidanren.
Keidanren при подготовке стратегии полагала, что «Общество 5.0» относится к новому социальному способу производства, которому предшествовали:
- общество охотников и собирателей;
- аграрное общество;
- индустриальное общество;
- информационно-ориентированное общество;

Появление стратегии «Общество 5.0» связано с решением вопросов, которые ограничивают стабильное развитие японской, мировой экономики и общества в целом: снижение численности трудоспособного населения, старение общества, снижение уровня глобальной конкурентоспособности, устаревшая инфраструктура, стихийные бедствия, терроризм, проблемы экологии, нехватка природных ресурсов, недостаточно активное участие женщин в жизни общества.
Одновременное достижение устойчивого экономического развития и решение социальных проблем оказалось сложным в нынешней социальной системе. Однако, по мнению японского правительства, развитие таких новых технологий, как Интернет вещей (IoT), робототехника, искусственный интеллект и «большие данные» (big data), может существенно повлиять на развитие общества. В «Обществе 5.0» эти технологии объединены для осуществления изменений во всех отраслях промышленности, в социальной и экономической сферах. Являясь следующим этапом после четвёртой промышленной революции, в рамках которой компьютеризация касалась в основном производства и бизнеса, концепция «Общество 5.0» предлагает более глубокое и расширенное использование цифровых технологий во всех сферах жизни общества.
Основная идея стратегии заключается в решении социальных проблем с помощью интеграции цифровой среды и физического пространства и, как результат, улучшения качества жизни человека. Инновации в таком обществе удобны и безопасны, они делают жизнь людей комфортной и полноценной. Согласно стратегии «Общество 5.0», передовые технологии, проникнув во все сферы жизни, должны привести к появлению новых форм и видов бизнеса и тем самым к экономическому подъёму страны в целом и росту качества жизни каждого человека в отдельности.
Как ожидается, «Общество 5.0» станет новой моделью роста страны, взаимосвязанного и согласованного гармоничного развития экономики и общества Японии в целом через реализацию следующих программ:
- качественное развитие промышленности, которое будет реализовано через четвертую промышленную революцию;
- решение социальных и проистекающих из них проблем, таких как снижение рождаемости и старение населения, сохранение активного долголетия для продуктивного участия в жизни общества;
- развитие сельского хозяйства при снижении необходимого участия человека, развитие автоматизации органического земледелия и животноводства;
- рациональное развитие энергетики;
- вопросы сохранения окружающей среды;

Для реализации Общества 5.0 Keidanren работает с широким кругом партнёров, который включает в себя правительства, местные органы власти, университеты, научно-исследовательские учреждения и венчурные компании. Цель такого сотрудничества — организация исследований сложившейся на сегодняшний день экономической, социальной и политической обстановки и последующее создание и осуществление конкретной программы изменений, а также привлечение инвестиций.

### Задачи
1. Предупреждать новые социальные проблемы будущего.
2. Увеличивать конкурентоспособность промышленности и улучшать жизнь людей с помощью цифровых методов производства и прогнозирования.
3. Обеспечивать долговременное сотрудничество и кооперацию как между государственным и частным сектором, так и между частными компаниями.
4. Выходить за рамки исследований и разработок компаний и государственного сектора для улучшения социального устройства страны и общества.
5. Создавать основу направления развития и инфраструктуру Общества 5.0.
6. В качестве областей приложения усилий выбрать следующие важные для страны и общества категории: городские и сельские районы, товары и услуги, инфраструктура и киберпространство[12][13].

Информационное общество и ранее предполагало сбор информации через сеть и дальнейший анализ собранных человеком данных. Однако в Обществе 5.0 люди, вещи и системы взаимосвязаны в киберпространстве, и результаты, полученные с помощью искусственного интеллекта, превышающие возможности человека, «возвращаются» в физическое пространство.
В Обществе 5.0 предполагается устранить региональные, возрастные, гендерные и языковые барьеры. Одна из важнейших целей — экономическое развитие, происходящее параллельно с решением социальных проблем.
На настоящий момент стратегия развития расписана до 2030 года.

## Основные черты Общества 5.0

### Отличия Общества 5.0 от Общества 4.0
- Высокая степень слияния киберпространства и физического пространства.
- Предоставление товаров и услуг, способных удовлетворить текущие и потенциальные потребности населения, независимо от региона, возраста, пола, языка или любого другого ограничения.
- Обеспечение устойчивого экономического роста и решения социальных проблем.
- Основная цель нового общества — сделать жизнь человека максимально комфортной, качественной и безопасной[16][17][18].

| Общество 4.0                                                                                  | Общество 5.0 |
| --------------------------------------------------------------------------------------------- | --- |
| - Изобретение компьютера - Начало процесса информатизации                                     | - Появление и развитие Интернета вещей и ИИ - Прогресс в области биотехнологий - Начало процесса информатизации |
| - Индивидуальная оптимизация через применение ICT (информационно-коммуникационных технологий) | - Оптимизация общества через интеграцию киберпространства и физического пространства                            |
| - Эффективное использование природных ресурсов                                                | - Использование новых ресурсов (данных)                                                                         |
| - Поиск решений индивидуальных проблем - Повышение эффективности отдельных отраслей           | - Решение сложных социальных проблем - Обеспечение благополучия общества                                        |

## Технологии

### Автономный транспорт
Идея автоматизированного вождения состоит в том, что благодаря цифровым технологиям автомобиль будет беспилотным.
Развитие беспилотного транспорта уже началось. В 2015 году беспилотный автомобиль британской компании Delphi Automotive успешно преодолел расстояние от Сан-Франциско до Нью-Йорка за 9 дней.
В 2016 году в Москве по Кольцевой линии метро начал курсировать первый поезд на автопилоте.
Осенью 2017 года на 45-м Токийском автомобильном салоне компания Mitsubishi Electric представила автомобиль xAUTO, демонстрирующий достижения компании в технологии автономного вождения на основе данных, получаемых от собственных сенсоров автомобиля, и сетевых данных.
Автоматические поезда также работают в метрополитенах Парижа, Копенгагена, Дубая, Мадрида, Атланты, Каракаса.
В 2017 году компания Apple представила разработки технологий в области автономного вождения, среди которых: камеры для идентификации объектов, устройства для одновременной локализации и картирования, создание детализированных 3D-карт с помощью датчиков и механизм принятия решений в экстренных ситуациях.
Компания Uber запустила беспилотные такси на дорогах в Питтсбурге.
Технология вождения на основе собственных сенсоров заключается в мониторинге внешнего пространства, который выполняется с помощью переднего радара миллиметрового диапазона с широким углом обзора, передней камеры наблюдения и заднего радара бокового обзора. Также применяются высокоточные 3D-карты и сигналы CLAS (система дифференциальной коррекции с сантиметровым уровнем точности), передаваемые квазизенитной спутниковой системой (QZSS). Таким образом, данные от собственных сенсоров используются совместно с сетевыми данными, что делает автономное вождение более безопасным и комфортным.

### «Умное производство»
«Умное производство» — это всеобъемлющее интенсивное использование сетевых информационных технологий и киберфизических систем на всех этапах производства.
Такое производство позволяет добиться лучших условий труда, роста производительности, снижения издержек и, как следствие, повышения конкурентоспособности продукции.
Примером использования таких технологий является робот RF13 компании Newtech, который способен точно нарезать торты при помощи ультразвука.
Ещё одним примером системного подхода к использованию передовых технологий служит платформа e-F@ctory, которую в 2003 году разработала компания Mitsubishi Electric. В России эта разработка была представлена в 2007 году. Платформа позволяет собирать потоки информации на всех этапах производства с помощью датчиков. Собранный объём информации анализируется при помощи технологии Edge Computing. Из всего анализа в ERP-систему передается только необходимая для принятия дальнейшего управленческого решения информация.

### Автономные финансы
Примером автономных финансов являются системы Google Pay и Apple Pay, позволяющие расплачиваться в точках продаж бесконтактным способом. Данные владельца карты при этом шифруются с помощью технологии токенизации.
В будущем планируется внедрить систему бесконтактной оплаты в автомобили, чтобы упростить процесс расчета на автозаправочных станциях. Данные банковского счета владельца автомобиля будут считываться сенсорным датчиком, установленным на автозаправках.

### Работа на возобновляемых источниках энергии
Стратегия «Общество 5.0» предполагает создание устройств, которые будут сами накапливать энергию из возобновляемых источников, таких как солнце.

## «Пять стен»
Для перехода к новому обществу необходимо преодолеть ряд проблем. В японской стратегии «Общество 5.0» эти проблемы называются «стенами».

### Стена министерств и ведомств
Активное участие государства в жизни общества и реализации стратегии, снижение уровня бюрократии. Необходима четкая национальная стратегия и поддержка инициатив государством вплоть до создания новых органов власти.

### Стена законодательной системы
Существующие в настоящее время законодательные нормы могут стать препятствием для прогресса. Примером служат, допустим, Uber или Airbnb: технология, с одной стороны, даёт людям возможность зарабатывать напрямую, с другой стороны, закон может им это запретить.

### Стена технологий
Необходимо сформировать базу знаний, благодаря которой использование новых цифровых технологий станет доступным широким массам населения.

### Стена человеческих ресурсов
Население должно быть готово к эффективному использованию цифровых технологий в разных сферах жизни с точки зрения знаний, умений и навыков. Для решения этой проблемы нужны реформа образования, повышение информационной грамотности.

### Стена принятия обществом
Чтобы перейти к концепции нового типа, необходимы изменения в общественном сознании. Население должно принять данную концепцию и поддержать её реализацию.

## Вклад в реализацию Целей устойчивого развития
Цели устойчивого развития (ЦУР) — представляют собой набор целей для международного сотрудничества. Этот проект также имеет название «Преобразование нашего мира: повестка дня в области устойчивого развития на период до 2030 года». Подразумевается принятие мер, направленных на оптимальное использование ограниченных ресурсов и экологичных — природо-, энерго- и материалосберегающих — технологий, на сохранение стабильности социальных и культурных систем, на обеспечение целостности биологических и физических природных систем.
Положения и идеи стратегии «Общества 5.0» открывают новые возможности для достижения ЦУР.Среди них:
- использование дистанционного зондирования и океанографических данных для мониторинга и контроля качества воды, леса, деградации почв, биоразнообразия и т. д.;
- использование высокопроизводительных вычислений (HPC) для регулирования изменений климата;
- создание «умных городов», в которых совместимы удобство, безопасность и экономическая эффективность;
- создание глобальных инновационных экосистем;
- производство продуктов питания с помощью «умного сельского хозяйства», улучшение рациона с помощью технологий «умной еды»;
- разработка системы профилактики инфекционных заболеваний;
- доступное образование с использованием современных технологий электронного обучения;
- расширение прав и возможностей женщин, в том числе в получении образования и ведении бизнеса в сфере информационных технологий[31].

## Общество 5.0 в России
В сентябре 2017 года на Восточном экономическом форуме министры экономики России и Японии подписали заявление о сотрудничестве в области «цифровой экономики», а также меморандум по обмену опытом в области повышения производительности труда. В 2018 году, во время визита премьер-министра Японии Синдзо Абэ в Россию, был подписан план по реализации мероприятий в этом направлении. По данным экспертов пока реализация плана ограничивается нововведениями на Дальнем Востоке («умные» светофоры во Владивостоке, предоставленные японской компанией Kyuosan Electric Manufacturing Co, и ветровые установки в Тикси от компании NEDO.
На Петербургском экономическом форуме в июне 2017 года президент России Владимир Путин заявил, что России нужна новая гибкая нормативная база для внедрения цифровых технологий, а также рассказал о задаче кратно увеличить выпуск специалистов в сфере цифровой экономики и добиться всеобщей цифровой грамотности. По его словам, правительство подготовило программу развития цифровой экономики, для реализации которой нужно определиться с источниками, механизмами и объёмами финансирования.
В мае 2018 года в подписанном президентом указе «О национальных целях и стратегических задачах развития Российской Федерации на период до 2024 года» среди прочих значилось — увеличение доли инновационных предприятий до 50 % от их общего числа, обеспечение внедрения цифровых технологий в экономику и социальную сферу, прорывное научно-технологическое развитие.
В июле 2018 года Владимир Путин выступил на Конгрессе по кибербезопасности, где заявил, что с этого года в России реализуется программа «Цифровая экономика», а важнейшее направление госпрограммы — создание инфраструктуры, которая позволит быстро и безопасно передавать, обрабатывать и хранить большие объёмы данных.